# مكتب تنسيق القبول في الجامعات المصرية
مكتب تنسيق القبول في الجامعات المصرية هو الجهة المنوط بها استقبال رغبات الطلاب المصريين الحاصلين علي شهادة الثانوية العامة أو شهادة الثانوية الأزهرية أو الشهادات الفنية أو الشهادات المعادلة سواءً كانت من داخل مصر أو خارجها، ومقابلة تلك الرغبات وفق أولويات أصحابها مع الأعداد التي حددت الكليات والمعاهد المصرية استعدادها لاستقبالهم، ويكون مجموع الدرجات هو أساس الترشيح لتك الكليات أو المعاهد.
- تتوزع مكاتب التنسيق في جميع أنحاء الجمهورية ويقسم تلقي ملفات الطلاب إلي ثلاث مراحل حسب المجموع فتكون المرحلة الأولي ثم الثانية ثم الثالثة.
- تم استحداث خدمة التقدم لمكاتب التنسيق عبر الإنترنت منذ عدة أعوام ويتزايد إقبال الطلاب عليها عام بعد الآخر.
- يتولي مكتب التنسيق إرسال بطاقة ترشيح إلكترونية يخطر بها الطالب بالكلية أو المعهد التي تم ترشيحه لها.[1]

## وصلات خارجية
- (الموقع الإلكتروني لمكتب تنسيق القبول بالجامعات الحكومية والمعاهد الحكومية والمعاهد الخاصة)

https://tansik.egypt.gov.eg/application/
- (الموقع الإلكتروني لمكتب تنسيق القبول بالكليات والمعاهد العسكرية)

https://tansiq.mod.gov.eg/
- (الموقع الإلكتروني لمكتب تنسيق القبول بكلية الشرطة)

http://academy.moiegypt.gov.eg/policeonlineservices/welcome2014.aspx